# Сара Карагеоргійович
Са́рка (Са́ра) Карагео́ргійович, при народженні Анастасієвич (Белград, 27 квітня 1836 р. — Париж, 28 квітня 1931 р.) — дружина Георгія Карагеоргійовича.

### Дитинство та одруження
Сара народилася в 1836 році як п'ята і наймолодша донька Міши Анастасієвича та Христини Урокевич. Вона навчалася в Парижі і вільно володіла французькою та німецькою мовами.
Сара Карагеоргієвич є одною з найцікавіших і найбільш нещасних жінок, які були в історії Сербії в дев'ятнадцятому столітті. Її батько був одним з найбагатших сербів в регіоні. Про це свідчить факт що її придане складало 200 000 сербських динар. [Архівовано 5 грудня 2017 у Wayback Machine.]
Для того, щоб його дочка стала принцесою, Міша Анастасієвич одружив її на Георгії Карагеоргійовичу, російському офіцерові і онукові Карагеоргія. Весілля відбулося 10 травня 1856 р.
Після весілля Сара активно втручалася у внутрішню сербську політику та династичну боротьбу за престол.

### Діти
У Георгія та Сари були два сини: 
- Алекса Карагеоргійович
- Божидар Карагеоргійович

Жоден із двох синів не мав нащадків. Її сини не були такими сумлінними людьми як вона. Алекса був гультіпакою, який розтринькав більшу частину багатства матері. Він любив витрачати гроші на азартні ігри та жінок. [Архівовано 5 грудня 2017 у Wayback Machine.]
Алекса і його мати були у вічній війні, кульмінація конфлікту спалахнула 29 травня 1903 році, коли Обреновичи зникли з історичної сцени, і він дав прес-заяву, що він не зацікавлений в сербському престолі. [Архівовано 24 листопада 2017 у Wayback Machine.] Це викликало гнів його матері, вона назвала Алекса «виродком».

### Особисте життя
Вона жила в Сербії до Першої світової війни, зазнавши різноманітних особистих трагедій. Її перший чоловік помер, померла і дочка, яка померла в зовсім маленькому віці. Війна змусила її залишити Батьківщину, вона переїхала до Франції, де проживала у Ніцці та Парижі.
Сара мала сумну долю поховати своїх двох синів. Божидар Карагеоргійович помер у січні 1908, а Алекса Карагеоргійович помер в лютому 1920 року.
Вона померла в Парижі 1931 року у віці 95 років. Перед смертю Сара була жертвою великої афери. Як виконавець її волі секретар З.Ранкович купив їй місце на цвинтарі Пер-Лашез у Парижі, але не на неї, а від її імені. Через кілька днів після її похорону він продав її усипальницю і адміністрація цвинтаря перенесла залишки тіла Сари Карагеоргійович до місця загального поховання. [Архівовано 28 травня 2016 у Wayback Machine.]